# Серпокрилець чорний
Серпокри́лець чо́рний (Apus apus), у народі також стриж або щур, — дрібний птах родини серпокрильцевих. В Україні гніздовий, перелітний вид.

## Народні назви
Серпокрилець чорний має народні назви, які обумовлені:
- схожістю крил птаха з серпом: серпорізка, серпокрил, серпокрилик, серпик, серпокрилець, серпокришка, серпокрильниця[5]:255;
- зовнішньою схожістю з ластівкою: чорна ластівка, ластуна, ластівка чорна, ластівка[5]:250;
- швидкістю птаха: юрик, юричок[5]:227;
- короткими та слабкими ногами: коротконожка[5]:165.

## Опис
Серпокрилець чорний має довжину тіла 16—18 см, розмах крил до 40 см, вагу — 35—50 г. Колір у нього бурувато-чорний, у старих птахів із слабким зеленкуватим відливом. Влітку пір'я суттєво вигоряє, тому забарвлення оперення світлішає. Дзьоб та ноги чорні. На лапах всі чотири пальці спрямовані вперед.

## Розповсюдження
Мешкає всюди в Європі і більшій частині Азії, окрім її тундрової частини. Також серпокрилець живе у Північно-Західній Африці. Розповсюджений на північ до 62-65° північної широти, на південь — до Палестини, Сирії, Гімалаїв. В Україні серпокрилець чорний поширений по всій території країни. На зиму чорні серпокрильці відлітають до південної частини Африки (на південь від екватора), острова Мадагаскар. Гніздиться цей птах переважно в містах.

## Чисельність
Це доволі численний птах, його популяцію в Європі оцінюють в 19,1-32,5 млн пар. Європейська популяції становить близько 40 % від світової. У цілому чисельність стабільна.

## Спосіб життя

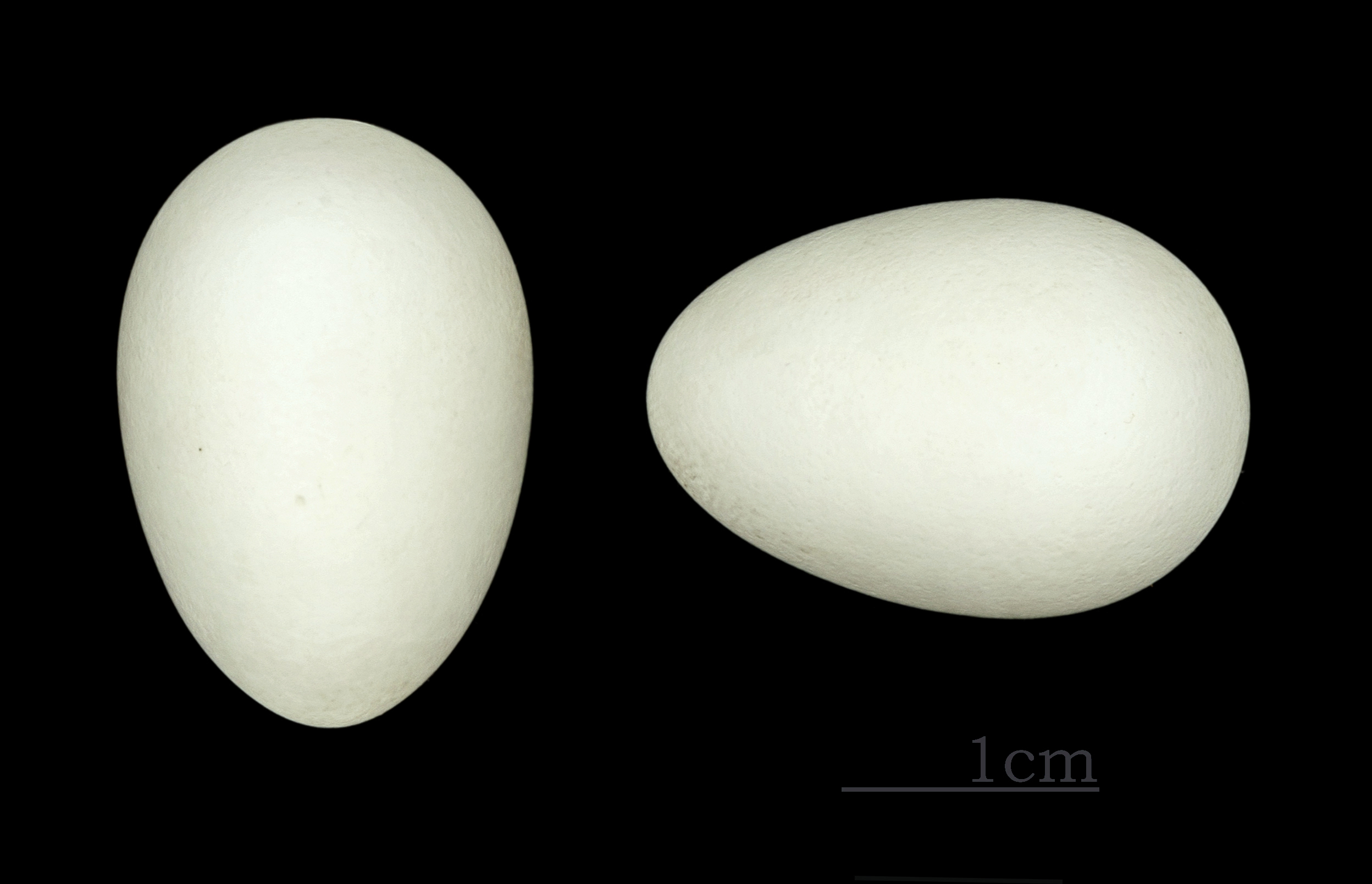
Apus apus

Гніздиться переважно в населених пунктах. Полюбляє кам'яні забудови, де влаштовує свої гнізда у шпаринах. Значно рідше гніздиться в лісах у дуплах дерев. 
Линяння у серпокрильця відбувається 1 раз на рік.
Чорні серпокрильці прилітають із зимівель в травні, невеликими зграями. Зазвичай їх приліт пов'язаний з ходою циклонів — вони йдуть за ними. Після прильоту серпокрилець чорний починає будівництво гнізда. Це триває близько 8 днів. У гніздо відкладається 2—3 яйця. Протягом року птах робить 1 кладку.
Висиджують пташенят самець і самка протягом 11—16 днів. Серпокрильці перебувають у гнізді досить довго й відлітають з нього на 38—39 день, а інколи, у зв'язку з природними умовами, й на 56. Відразу після вильоту з гнізда вони можуть літати й самостійно ловити здобич. Згідно з останніми дослідженнями за допомогою мініатюрних акселерометра та логера виявлено, що серпокрильці здатні безперервно перебувати в польоті без посадки на землю 10 місяців. Зазвичай, серпокрильці літають із порівняно однаковою швидкістю від 36 до 43 км/год (від 10 до 12 м/с). Згідно з дослідженням 2009 року, швидкість їх горизонтального польоту може сягати 75 км/год (20,8 м/с), особливо під час соціальної взаємодії — спільних польотів, які супроводжуються голосними криками — а один серпокрилець летів зі швидкістю 111,6 км/год (31 м/с), що було найвищою швидкістю горизонтального польоту серед усіх птахів, яку коли-небудь виявляли.
Через свої маленькі геть не пристосовані для ходіння лапи та довгі крила злітають дуже важко, а іноді й узагалі не можуть   пересуватися поверхнею землі. На переконання вчених з Лундського університету у Швеції, саме з цієї причини серпокрилець може літати без зупинок протягом 10 місяців, інколи зупиняючись на розмноження, яке займає приблизно два місяці. Майже всю світлу частину доби серпокрильці перебувають у повітрі та, лише коли сонце сідає, ховаються в гніздах. Вони  починають свій зліт не з поштовху, як роблять це більшість з птахів, а падаючи з гнізда.
Окрім періоду гніздування, серпокрильці проводять своє життя в повітрі, харчуючись комахами, зловленими в польоті; вони п'ють, харчуються, часто спарюються та сплять на льоту. Деякі особини можуть не приземлятися протягом 10 місяців. Жоден інший птах не проводить стільки часу в польоті. Усупереч поширеній думці, серпокрильці можуть злітати з рівної поверхні. Їхня максимальна горизонтальна швидкість польоту становить 111,6 км/год (69,3 миля/год) За своє життя вони можуть подолати мільйони кілометрів.
Групи годування можуть бути дуже великими в районах, багатих на комах, таких як водно-болотні угіддя. Не рідкість спостереження за скупченням до 2000 серпокрильців, що харчуються над затопленими гравійними кар'єрами, озерами та заболоченими дельтами річок, і це може свідчити про приліт птахів з радіусу до 100 км (62 миля); вважається, що серпокрильці, які гніздяться в Західній Шотландії, вирушають до Лох-Ней в Північній Ірландії, щоб харчуватися комахами.

### Підйоми під час сутінків
Серпокрильці часто піднімаються протягом вечірніх сутінків за півгодини на висоту від 2000 до 3000 метрів. Оскільки птахи здійснюють такий же підйом на світанку, давнє припущення про те, що цей підйом пов'язаний з ночівлею в повітрі, більше не є обґрунтованим. Як під час вечірнього, так і під час ранкового підйому серпокрильці досягають найбільшої висоти приблизно під час навігаційних сутінків. Висота, якої вони при цьому досягають, здається, пов'язана з температурою повітря, але не з нижньою межею хмар, вологістю чи наявністю комах. Увечері спуск, що слідує за підйомом, триває приблизно вдвічі довше, ніж підйом, а вранці все навпаки - там швидкість підйому лише приблизно вдвічі менша за швидкість спуску. Таку ж поведінкову модель птахи демонструють і під час повітряного способу життя в африканських зимових квартирах.
Припускається, що ці підйоми можуть мати дві причини: з одного боку, можливо, що серпокрильці калібрують свій магнітний чуттєвий орган, оскільки під час сутінків добре видно поляризаційні патерни, зірки вже видно, крім того, велика висота дозволяє добре оглянути ландшафт і без перешкод сприйняти магнітне поле Землі. З іншого боку, серпокрильці могли б за допомогою цих підйомів отримувати огляд погоди та умов в атмосфері, таких як сила і напрямок вітру, а також температура на різних висотах.

### Ночівля в повітрі
Ще у 18 столітті Ладзаро Спалланцані припустив, що серпокрильці ночують у повітрі, оскільки він часто спостерігав увечері, як вони піднімаються все вище і вище. Хоча цей висновок, ймовірно, не зовсім правильний, оскільки вечірній підйом, здається, має інші причини (див. попередній розділ), тепер доведено, що серпокрильці, особливо птахи, які не гніздяться, часто ночують у польоті. Ніч серпокрильці проводять поодинці або зграями на висоті від 400 до 3600 метрів і при цьому зазвичай мовчать.
На початку ночі спостерігається фаза зменшення махів крилами, коли птахи після вечірнього підйому поступово втрачають висоту в планеруючому польоті. Протягом решти ночі фази планерування, здається, коротші, ніж удень, що може бути пов'язано з меншою термікою. Однак це спостереження суперечить поведінці альпійського серпокрильця, у якого фази планерування вночі, як правило, довші.
Очевидно, птахи намагаються залишатися якомога більш нерухомими і летять відносно повільно проти вітру, так що при сильніших вітрах їх навіть відносить назад, і вранці вони мають повертатися, щоб знову досягти вихідної точки. Незрозуміло, як серпокрильці відпочивають уночі, оскільки мініатюризація телеметричного обладнання, необхідного для досліджень, ще недостатня для використання на птахах такого розміру. Припускають наявність своєрідного напівкульового сну, подібного до того, який відомий у інших видів тварин.
Про еволюційні переваги ночівлі в повітрі багато спекулюють і дискутують. Навіть для птаха, настільки добре пристосованого до життя в повітрі, ночівля в польоті представляє значно більші енергетичні витрати порівняно з ночівлею на землі. Достеменно відомо, що птахи не залишаються в повітрі для нічного полювання на комах, оскільки не можуть достатньо добре бачити для цього. Одна з спроб пояснення припускає як відправну точку нестачу відповідних місць для сну, особливо в африканських зимових квартирах, де придатні місця для гніздування та сну вже зайняті 20 іншими місцевими видами серпокрильців, що там гніздяться. Згідно з цією теорією, серпокрилець, образно кажучи, перетворив нужду на чесноту, оскільки відмова від прив'язаного до землі місця для сну дозволяє йому послідовно слідувати за найбільшою пропозицією їжі, що переміщується в внутрішньотропічній зоні конвергенції (див. також Міграції).

### Соціальна поведінка
Серпокрильці товариські протягом усього року і в період розмноження зазвичай живуть у колоніях, де багато видів діяльності відбуваються синхронно. Особливо помітні соціальні повітряні ігри, які можна спостерігати переважно ввечері за гарної погоди, так звані "галасні вечірки" (Screaming Parties), які супроводжуються гучними криками. При цьому птахи утворюють більш-менш згуртовану зграю, яка тимчасово кружляє на великій висоті і повторно пролітає з шаленою швидкістю близько до місць гніздування. У цьому беруть участь усі птахи колонії, включаючи гніздових птахів і, наприкінці літа, молодих птахів, що вже літають. Під час цих повітряних ігор можна спостерігати дуже складні льотні маневри, які частково нагадують шлюбні польоти. За "галасними вечірками" часто безпосередньо слідує вечірній підйом. Особливо інтенсивні повітряні ігри відбуваються незадовго до відльоту; можливо, вони служать для соціальної синхронізації.

## Тривалість життя
Звичайні серпокрильці мають високу тривалість життя та незвичну для птахів вікову структуру, в якій добре представлені старші вікові групи. Річний рівень смертності дорослих птахів оцінюється в середньому у 20%. Середня тривалість життя дорослих птахів становить від 4,3 до 6,2 років, а для молодих птахів, які тільки стали на крило, вона складає приблизно 2,4 роки. Вік 10 і більше років не є рідкістю; кілька разів за допомогою кільцювання було зафіксовано вік понад 20 років.
Прямий або опосередкований вплив погоди на тривалість життя є значним. Під час затяжної холодної та сирої погоди з денними температурами нижче 10–12 градусів існування цілих популяцій перебуває під загрозою, особливо якщо така погодна ситуація поширюється на велику територію або якщо подальша втеча від негоди унеможливлюється бар'єрами. Таке масове вимирання дорослих особин може суттєво скоротити популяцію, тоді як однорічна невдача в розмноженні зазвичай може бути компенсована в наступні роки.

## Вороги та паразити

### Вороги
Природними ворогами серпокрильця в Центральній Європі є насамперед підсоколик великий та сапсан, які часто полюють на серпокрильців у відкритому повітряному просторі. Для деяких інших видів хижих птахів, таких як боривітер звичайний та яструб малий, а також для сов, серпокрильці є скоріше рідкісною випадковою здобиччю, особливо коли птахи ослаблені через нестачу їжі внаслідок тривалої холодної та вологої погоди. Під час поганої погоди домашнім котам іноді вдається схопити птахів, які літають низько. У гніздових порожнинах куниця кам'яна та ласка іноді становлять загрозу.

### Паразити

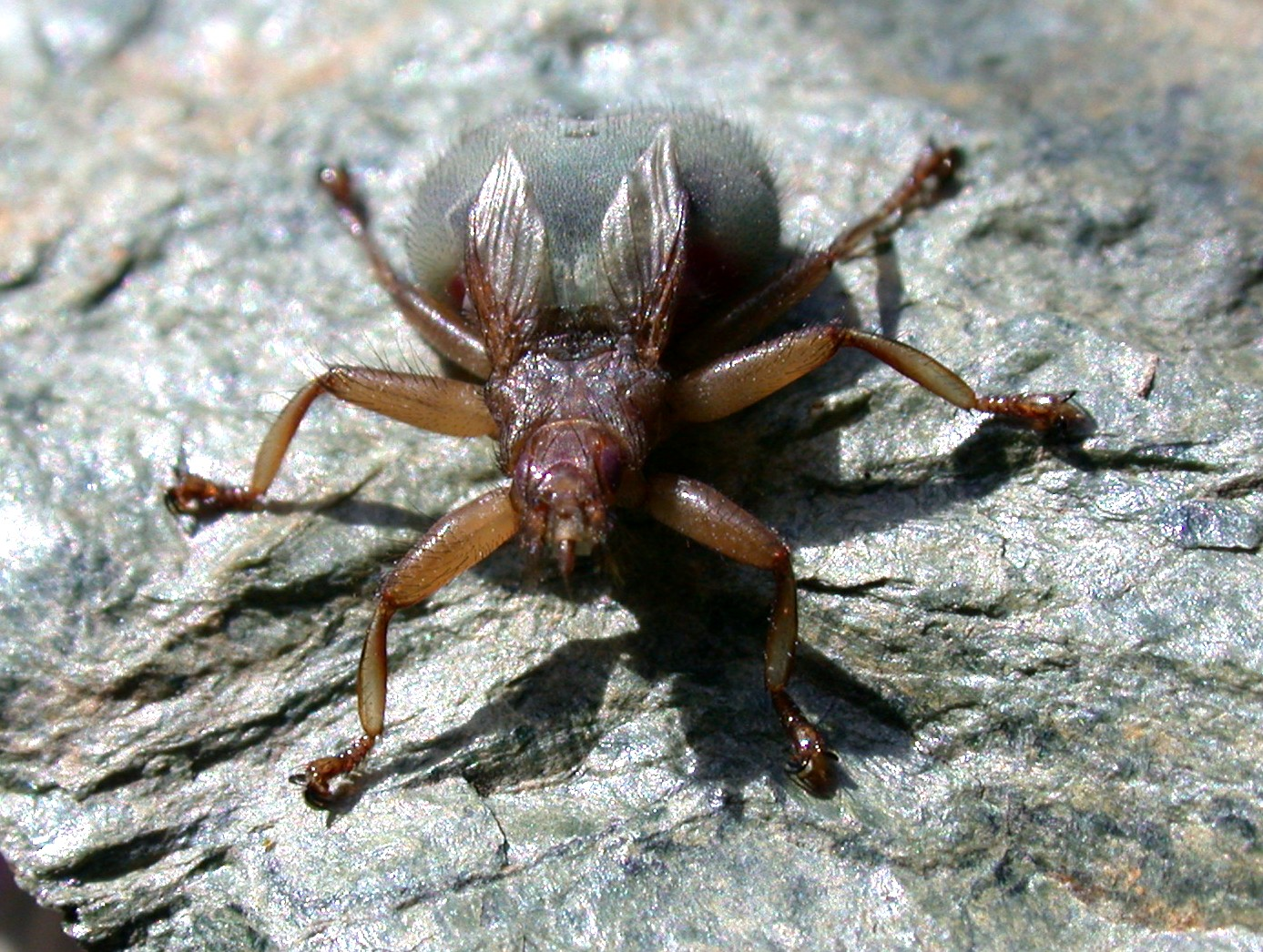
Насичена кров'ю муха-кровососка

Особливо варто відзначити серпокрильцеву муху-кровососку (Crataerina pallida), паразита, що спеціалізується на цьому виді. Життєвий цикл мух-кровососок синхронізований з циклом серпокрильців, личинки, відкладені в гніздовій порожнині, вилуплюються разом з пташенятами.
Ці паразити розміром 6-10 міліметрів, які переважно смокчуть кров на шиї та животі, можуть ослабити молодих птахів. Невідомо, чи впливає це на смертність серпокрильців. У оперенні одного пташеняти може знаходитися до 12 мух-кровососок; у дорослого птаха їх може бути до 20. Паразити, якщо вони доступні, очевидно, лише видаляються, але не поїдаються. Серпокрильцеві мухи-кровососки вже не можуть активно літати, а лише планерувати.
Крім мух-кровососок, зустрічаються й інші паразити, такі як стьожкові черви, кліщі, клопи та воші. Їхній вплив на смертність та тривалість життя неясний.

## Природоохоронний статус
Вид внесений до Бернської конвенції.